# Světový pohár ve sportovním lezení
Světový pohár ve sportovním lezení (anglicky: IFSC Climbing Worldcup, IFSC Boulder Worldcup, slovinsky: Svetovni pokal v športnem plezanju) je série lezeckých závodů, které vyhlašuje a organizuje Mezinárodní federace sportovního lezení (IFSC).
Lezci soutěží v následujících třech disciplínách: obtížnost, rychlost a bouldering. Od roku 1993 a 1998 přibyla rychlost, od roku 1999 bouldering. Od roku 1993 a 1998 se také vyhlašuje pořadí v kombinaci všech dvou a od roku 1999 tří disciplín — body získávají závodníci, kteří se ve stejném roce zúčastnili závodu alespoň ve dvou disciplínách. Počet závodů v jednotlivých disciplínách se každoročně liší podle dispozic pořadatelských zemí.
První Světový pohár se konal pod hlavičkou Mezinárodní horolezecké federace (UIAA) v roce 1989 a od roku 2007 dále pod Mezinárodní federací sportovního lezení (IFSC) — (původně UIAA Climbing World Cup, poté IFSC Climbing World Cup). Pod UIAA nadále zůstala organizace závodů v ledolezení - světový pohár v ledolezení i jednotlivá světová a kontinentální mistrovství v ledolezení na obtížnost a rychlost, které se konají v zimních měsících. V České republice zastřešuje (letní i zimní) závody v lezení Český horolezecký svaz (ČHS).

## Systém závodů

### Nominační kritéria
Pro každou disciplínu zpravidla nejvíce čtyři závodníci z každé země a předchozí medailisté, pořadatelé nasazují více závodníků. Předběžná registrace je dle termínů stanovených v kalendáři IFSC přes národní svazy a jejich nominační kriteria pro reprezentaci. On-line veřejné startovní listiny jsou doplňované průběžně.

### Pravidla
Obtížnost: Všichni závodníci nastupují dle vylosovaného pořadí do dvou kvalifikačních cest. Leze se s lanem zdola stylem RP (respektive flash — s prohlídkou cest před závodem). Číslem se hodnotí nejvýše dosažený (držený) chyt a plusem pohyb z něj, až po závěrečný Top. Do semifinále postupuje 26 závodníků, pokud se jich závodu tolik účastní, nebo více, pokud je shoda na posledních výsledcích do 26. místa. Závodníci dále nastupují od nejhoršího k nejlepšímu. Obdobně do finále postupuje 8 nejlepších.
Rychlost: Leze se s jistícím lanem shora, na tzv. standardní 15m trati, na jejímž konci je stopovací tlačítko. Měřící zařízení kontroluje předčasný (ulitý) start, závodník nesmí spadnout. V kvalifikaci mají závodníci měřené pokusy a 16 či 8 nejlepších postupuje do vyřazovacího pavouka, systémem nejlepší s nejhorším. Vítězní 4 finalisté ještě dále závodí v malém a velkém finále o 1. a 3. místo. Nejrychlejší závodníci již dosahují časy kolem 6 s (muži) a 8 s (ženy).
Bouldering: Závodníci lezou kvalifikaci (5 bouldrů) zvlášť ve dvou losovaných skupinách, z každé postupuje 10 nejlepších do společného semifinále (4 bouldry), které určí 6 finalistů (4 bouldry). Leze se na nízkých až 6 m vysokých profilech (bouldrech) nad speciální 25 cm žíněnkou (dopadištěm). Hodnotí se počet (oběma rukama) držených Topů a jako vedlejší kritérium (označených) zón (bonusů) a počty pokusů k jejich dosažení. Závodníci mají stanovený čas několik minut na své pokusy. V každém kole lezou popořadě postupně na všech profilech, mezi každým bouldrem je přestávka (odpočinek), kdy zde leze střídavě další závodník.
Kombinace: Pouze součet bodů za 2-3 disciplíny, pokud se závodník účastnil alespoň dvou z nich. V roce 2017 se do žebříčku kombinace započítávali všichni závodníci, kteří dostali body alespoň v jednom závodu, bez ohledu na to, jestli se účastnili více disciplín.
Ve finále lezou nejprve ženy a potom muži, nebo (divácky atraktivněji) lezou ženy a muži střídavě či současně.

### Bodování světového poháru
Závodníci dostávají body za umístění v jednotlivých závodech dle následujícího klíče. V případě většího počtu závodů je předem oznámeno, kolik nejhorších výsledků (1-2) se škrtá. Na několika prvních závodech byl jiný bodovací systém, od roku 2007 se ustálil tento:
| Umístění | 1   | 2  | 3  | 4  | 5  | 6  | 7  | 8  | 9  | 10 | 11 | 12 | 13 | 14 | 15 | 16 | 17 | 18 | 19 | 20 | 21 | 22 | 23 | 24 | 25 | 26 | 27 | 28 | 29 | 30 |
| -------- | --- | -- | -- | -- | -- | -- | -- | -- | -- | -- | -- | -- | -- | -- | -- | -- | -- | -- | -- | -- | -- | -- | -- | -- | -- | -- | -- | -- | -- | -- |
| Body     | 100 | 80 | 65 | 55 | 51 | 47 | 43 | 40 | 37 | 34 | 31 | 28 | 26 | 24 | 22 | 20 | 18 | 16 | 14 | 12 | 10 | 9  | 8  | 7  | 6  | 5  | 4  | 3  | 2  | 1  |

- V roce 2002 se v boulderingu počítal jen jeden nejlepší závod ze tří[3]

Do roku 2006 ukazuje výsledkový servis IFSC odlišné počítání bodů za dosažené umístění:
| Umístění | 1     | 2    | 3    | 4    | 5    | 6    | 7    | 8    | 9    | 10   | 11   | 12   | 13   | 14   | 15   |
| -------- | ----- | ---- | ---- | ---- | ---- | ---- | ---- | ---- | ---- | ---- | ---- | ---- | ---- | ---- | ---- |
| Body     | 10000 | 8000 | 6550 | 5500 | 5100 | 4700 | 4300 | 4000 | 3700 | 3400 | 3100 | 2800 | 2600 | 2400 | 2200 |
| Umístění | 16    | 17   | 18   | 19   | 20   | 21   | 22   | 23   | 24   | 25   | 26   | 27   | 28   | 29   | 30   |
| Body     | 2000  | 1800 | 1600 | 1400 | 1200 | 1000 | 900  | 800  | 700  | 600  | 500  | 400  | 300  | 200  | 100  |

## Češi na SP
Česká reprezentace se pravidelně objevuje na závodech světových pohárů ve sportovním lezení již od počátku, Jindřich Hudeček získal v letech 1989 a 1990 stříbrnou a bronzovou medaili. Jako první se však na stupních vítězů v celkovém hodnocení SP objevil až Tomáš Mrázek v roce 2001, na jeho úspěchy navázal pak v obtížnosti Adam Ondra, který získal medaile také v boulderingu. Oba také několikrát vyhráli celý světový pohár, Adam v obou disciplínách. Třetím českým medailistou v celkovém hodnocení je Libor Hroza (v lezení na rychlost). Z českých žen nezískala medaili za celý seriál dosud žádná lezkyně (kromě zimního ledolezení, kde byla Lucie Hrozová 2. v roce 2011). V letech 2010 a 2015 se Čechům Adamovi a Liborovi podařilo získat medaile ve všech třech disciplínách a navíc i v kombinaci. V roce 2015 zároveň získali všechny kovy.
Z jednotlivých závodů Světového poháru ve sportovním lezení získali medaile pouze Jindřich Hudeček, Tomáš Mrázek, Věra Kotasová-Kostruhová, Silvie Rajfová, Adam Ondra, Libor Hroza a Martin Stráník postupně v tomto pořadí.
Na konci roku 2016 měli z jednotlivých závodů následující počet medailí Tomáš Mrázek 32 (11/11/10), Libor Hroza 24 (5/12/7), Adam Ondra 20 (11/5/4), Martin Stráník 2 (stříbrné), Jindřich Hudeček stříbro a bronz, Věra Kotasová-Kostruhová 2 (bronzové) a Silvie Rajfová 1 (bronzovou).
Zde jsou uvedeni pouze medailisté ze světového poháru, jiné závody a ostatní závodníky najdete souhrnně v článku Závody ve sportovním lezení.

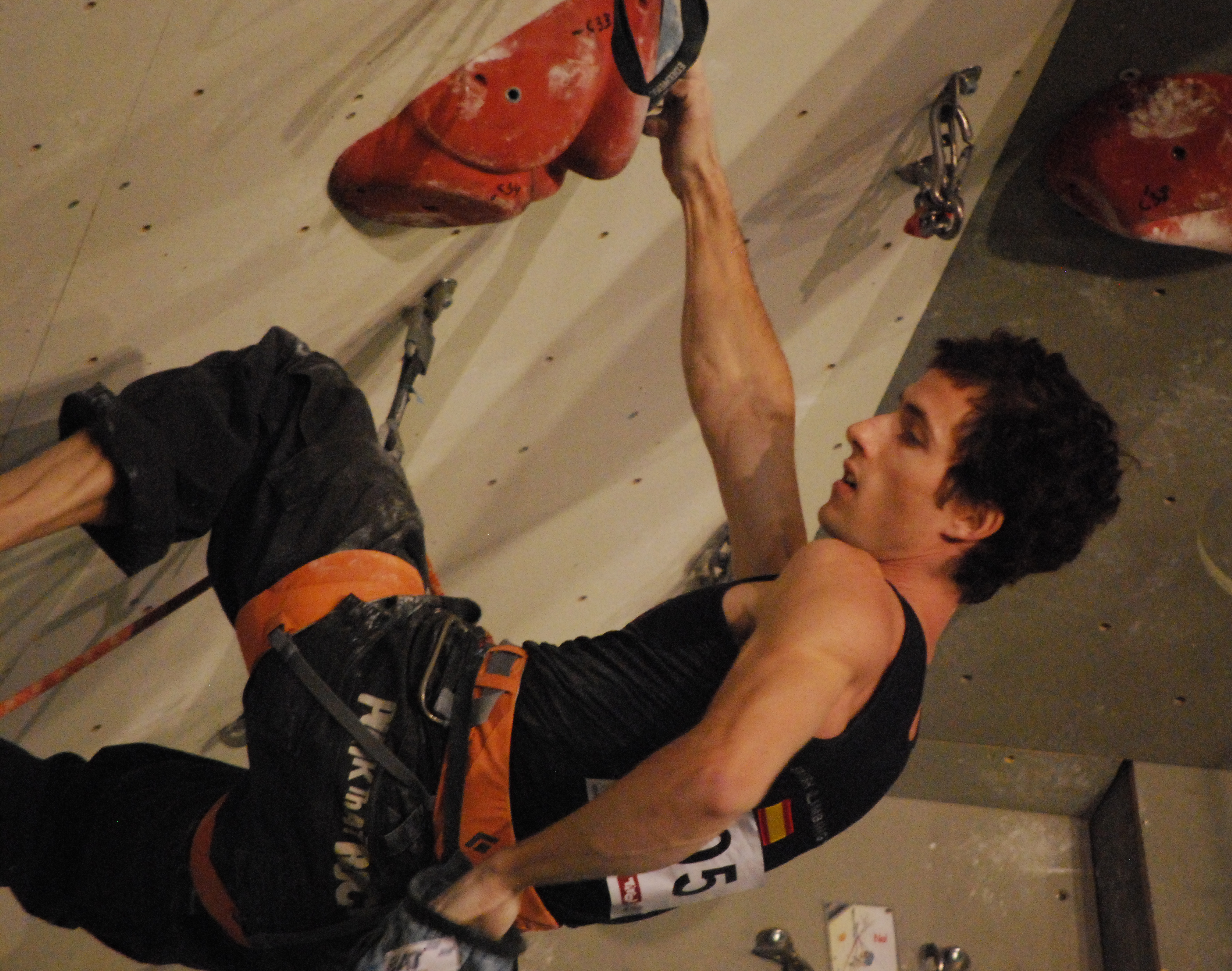
Patxi Usobiaga Lakunza
na Světovém poháru 2009 v Imstu (lezení na obtížnost)

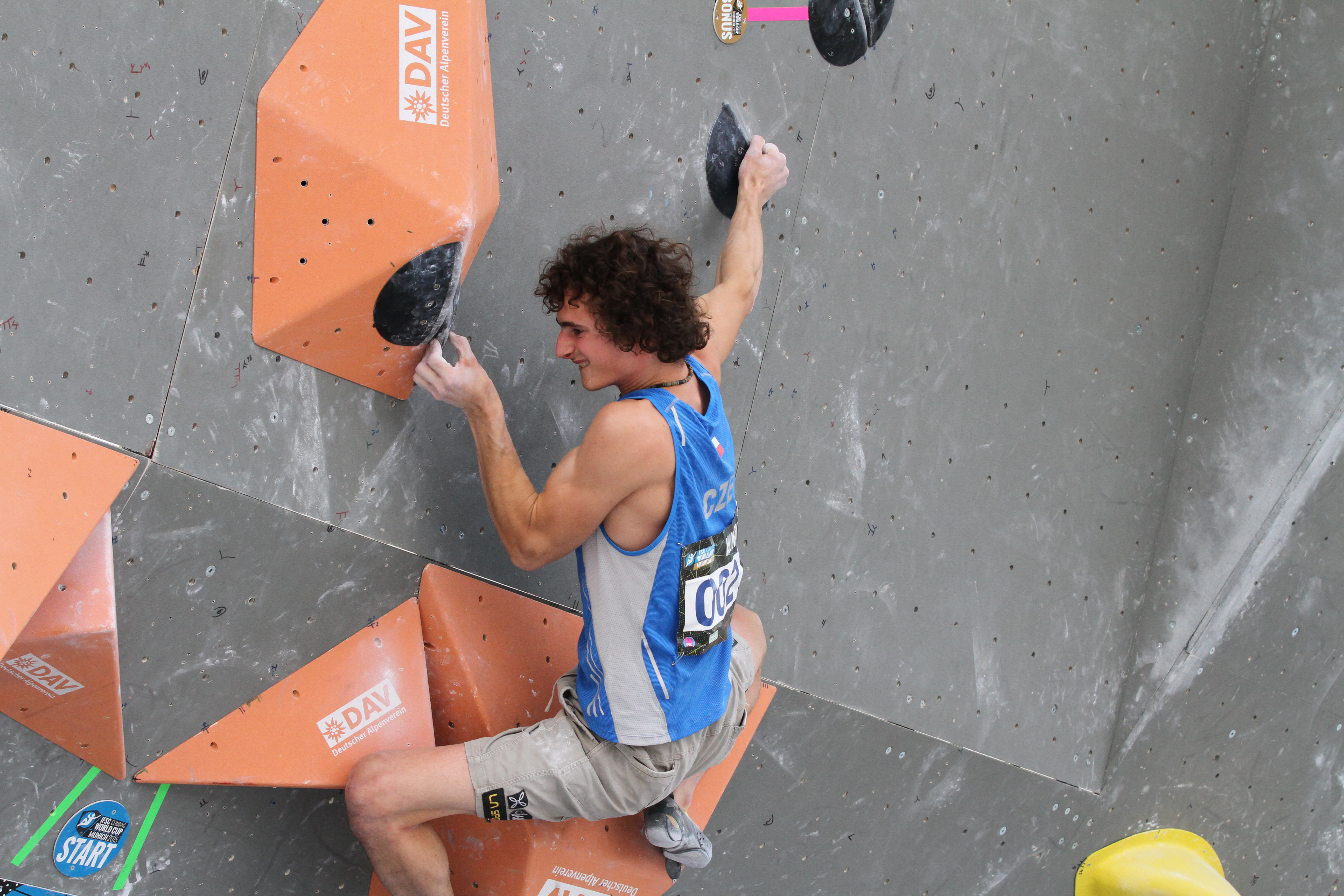
Adam Ondra na SP 2015
v boulderingu, Mnichov

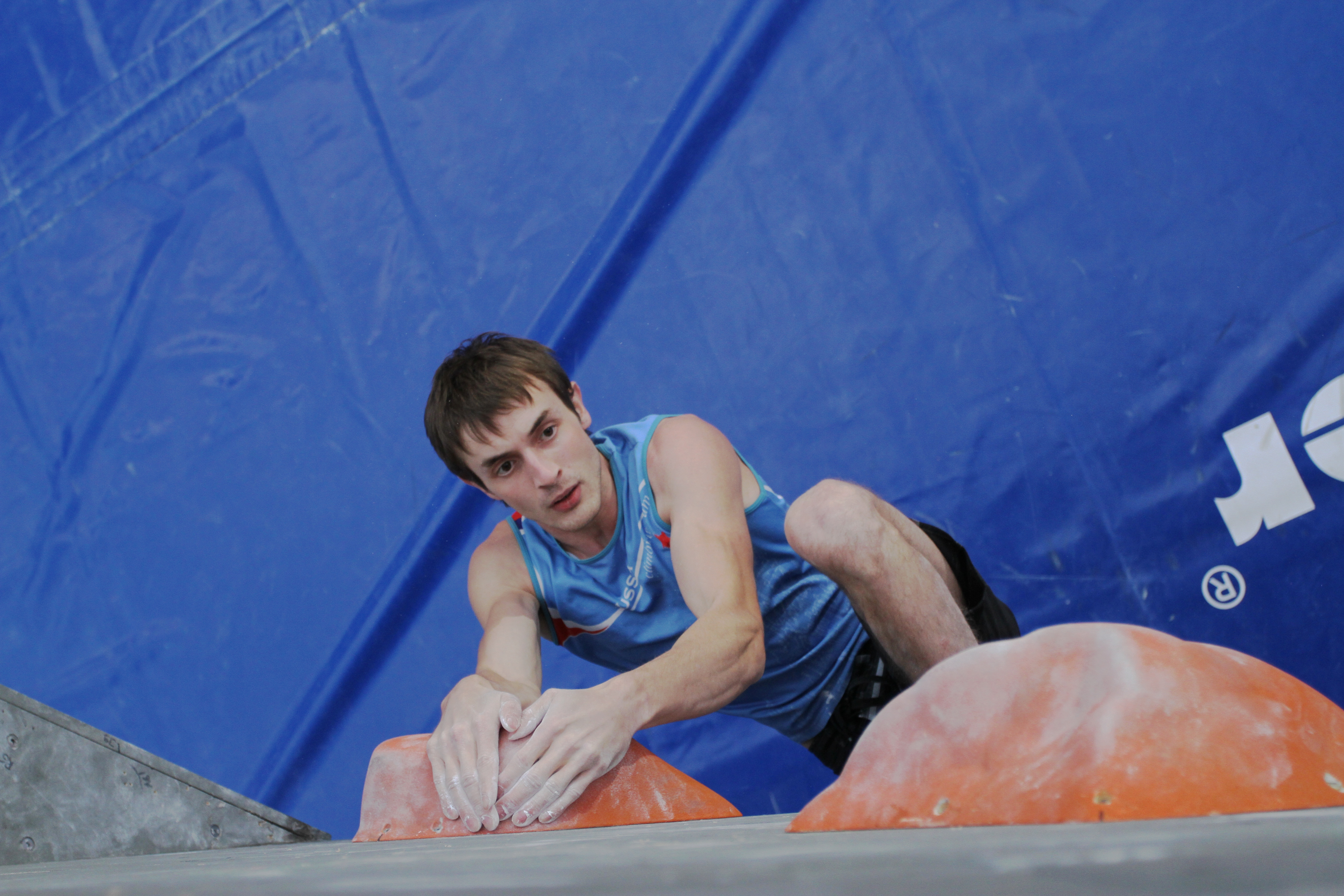
Dmitrij Šarafutdinov na SP 2012
v boulderingu, Mnichov

## Výsledky mužů
| Rok  | Obtížnost                | Rychlost               | Bouldering           | Kombinace          |
| ---- | ------------------------ | ---------------------- | -------------------- | ------------------ |
| 1989 | Simon Nadin              | —                      | —                    | —                  |
| 1990 | François Legrand         | —                      | —                    | —                  |
| 1991 | François Legrand         | —                      | —                    | —                  |
| 1992 | François Legrand         | —                      | —                    | —                  |
| 1993 | François Legrand         | Vladimir Něcvetajev    | —                    | Ben Moon           |
| 1994 | François Lombard         | —                      | —                    | —                  |
| 1995 | François Petit           | —                      | —                    | —                  |
| 1996 | Arnaud Petit             | —                      | —                    | —                  |
| 1997 | François Legrand         | —                      | —                    | —                  |
| 1998 | Júdži Hirajama           | Andrij Vedenmejer      | —                    | Jevhen Kryvošejcev |
| 1999 | François Petit           | Tomasz Oleksy          | Christian Core       | François Petit     |
| 2000 | Júdži Hirajama           | Andrij Vedenmejer      | Pedro Pons           | Alexandre Chabot   |
| 2001 | Alexandre Chabot         | Maxym Stěnkovyj        | Jérôme Meyer         | Alexandre Chabot   |
| 2002 | Alexandre Chabot         | Alexandr Pěšechonov    | Christian Core       | Maxym Stěnkovyj    |
| 2003 | Alexandre Chabot         | Tomasz Oleksy          | Jérôme Meyer         | Tomasz Oleksy      |
| 2004 | Tomáš Mrázek             | Sergej Sinicyn         | Daniel Du Lac        | Kilian Fischhuber  |
| 2005 | Flavio Crespi            | Jevgenij Vajcechovskij | Kilian Fischhuber    | Tomasz Oleksy      |
| 2006 | Patxi Usobiaga Lakunza   | Sergej Sinicyn         | Jérôme Meyer         | Tomáš Mrázek       |
| 2007 | Patxi Usobiaga Lakunza   | Sergej Sinicyn         | Kilian Fischhuber    | Jorg Verhoeven     |
| 2008 | Jorg Verhoeven           | Jevgenij Vajcechovskij | Kilian Fischhuber    | David Lama         |
| 2009 | Adam Ondra               | Sergej Sinicyn         | Kilian Fischhuber    | Adam Ondra         |
| 2010 | Ramón Julián Puigblanque | Stanislav Kokorin      | Adam Ondra           | Adam Ondra         |
| 2011 | Jakob Schubert           | Lukasz Swirk           | Kilian Fischhuber    | Jakob Schubert     |
| 2012 | Sači Amma                | Stanislav Kokorin      | Rustam Gelmanov      | Jakob Schubert     |
| 2013 | Sači Amma                | Stanislav Kokorin      | Dmitrij Šarafutdinov | Jakob Schubert     |
| 2014 | Jakob Schubert           | Danijil Boldyrev       | Jan Hojer            | Sean McColl        |
| 2015 | Adam Ondra               | Čung Čchi-sin          | Čon Džong-won        | Adam Ondra         |
| 2016 | Domen Škofic             | Marcin Dzieński        | Tomoa Narasaki       | Sean McColl        |
| 2017 | Romain Desgranges        | Vladislav Deulin       | Čon Džong-won        | Tomoa Narasaki     |
| 2018 | Jakob Schubert           | Bassa Mawem            | Jernej Kruder        | Jakob Schubert     |
| 2019 |                          |                        | Tomoa Narasaki       |                    |

## Výsledky žen

### Obtížnost (ženy)
| Rok  | Vítězka                      | 2. místo           | 3. místo                     |
| ---- | ---------------------------- | ------------------ | ---------------------------- |
| 1989 | Nanette Raybaud              | Luisa Iovane       | Robyn Erbesfield             |
| 1990 | Isabelle Patissier Lynn Hill | -                  | Nanette Raybaud              |
| 1991 | Isabelle Patissier           | Susi Good          | Robyn Erbesfield             |
| 1992 | Robyn Erbesfield             | Isabelle Patissier | Lynn Hill                    |
| 1993 | Robyn Erbesfield             | Susi Good          | Jelena Ovčinnikovová         |
| 1994 | Robyn Erbesfield             | Isabelle Patissier | Natalie Richer               |
| 1995 | Robyn Erbesfield             | Laurence Guyon     | Liv Sansoz                   |
| 1996 | Liv Sansoz                   | Laurence Guyon     | Stéphanie Bodet              |
| 1997 | Muriel Sarkany               | Liv Sansoz         | Stéphanie Bodet              |
| 1998 | Liv Sansoz                   | Muriel Sarkany     | Stéphanie Bodet              |
| 1999 | Muriel Sarkany               | Liv Sansoz         | Martina Čufar                |
| 2000 | Muriel Sarkany               | Liv Sansoz         | Stéphanie Bodet              |
| 2001 | Muriel Sarkany               | Martina Čufar      | Sandrine Levet               |
| 2002 | Muriel Sarkany               | Sandrine Levet     | Martina Čufar                |
| 2003 | Muriel Sarkany               | Sandrine Levet     | Angela Eiter                 |
| 2004 | Angela Eiter                 | Muriel Sarkany     | Alexandra Eyer Natalija Gros |
| 2005 | Angela Eiter                 | Maja Vidmar        | Caroline Ciavaldini          |
| 2006 | Angela Eiter                 | Sandrine Levet     | Caroline Ciavaldini          |
| 2007 | Maja Vidmar                  | Angela Eiter       | Muriel Sarkany               |
| 2008 | Johanna Ernst                | Maja Vidmar        | Mina Markovič                |
| 2009 | Johanna Ernst                | Kim Ča-in          | Maja Vidmar                  |
| 2010 | Kim Ča-in                    | Mina Markovič      | Angela Eiter                 |
| 2011 | Mina Markovič                | Kim Ča-in          | Maja Vidmar                  |
| 2012 | Mina Markovič                | Kim Ča-in          | Johanna Ernst                |
| 2013 | Kim Ča-in                    | Mina Markovič      | Momoka Oda                   |
| 2014 | Kim Ča-in                    | Mina Markovič      | Magdalena Röck               |
| 2015 | Mina Markovič                | Kim Ča-in          | Jessica Pilz                 |
| 2016 | Janja Garnbret               | Anak Verhoeven     | Kim Ča-in                    |
| 2017 | Janja Garnbret               | Kim Ča-in          | Anak Verhoeven               |

### Rychlost (ženy)
| Rok  | Vítězka             | 2. místo              | 3. místo              |
| ---- | ------------------- | --------------------- | --------------------- |
| 1993 | Renata Piszczek     | Jelena Ovčinnikovová  | Olga Bibiková         |
| 1998 | Olga Zacharovová    | Alena Ostapenko       | Natalia Perlova       |
| 1999 | Olga Zacharovová    | Alena Ostapenko       | Zosia Podgorbounskikh |
| 2000 | Olena Repko         | Olga Zacharovová      | Zosia Podgorbounskikh |
| 2001 | Olga Zacharovová    | Agung Ethi Hendrawati | Zosia Podgorbounskikh |
| 2002 | Olena Repko         | Maja Piratinskaja     | Valentina Jurinová    |
| 2003 | Valentina Jurinová  | Anna Stenkovaja       | Olena Repko           |
| 2004 | Taťjana Rujgová     | Anna Stenkovaja       | Agung Ethi Hendrawati |
| 2005 | Anna Stenkovaja     | Valentina Jurinová    | Olga Evstigneeva      |
| 2006 | Taťjana Rujgová     | Valentina Jurinová    | Anna Stenkovaja       |
| 2007 | Taťjana Rujgová     | Svitlana Tužylinová   | Anna Stenkovaja       |
| 2008 | Edyta Ropek         | Olena Repko           | Svitlana Tužylinová   |
| 2009 | Edyta Ropek         | Anna Stenkovaja       | Valentina Jurinová    |
| 2010 | Julija Levočkinová  | Xenija Aleksejevová   | Edyta Ropek           |
| 2011 | Edyta Ropek         | Marija Krasavinová    | Alina Gajdamakinová   |
| 2012 | Alina Gajdamakinová | Julija Levočkinová    | Marija Krasavinová    |
| 2013 | Alina Gajdamakinová | Julija Kaplinová      | Aleksandra Rudzińska  |
| 2014 | Marija Krasavinová  | Julija Kaplinová      | Anouck Jaubert        |
| 2015 | Marija Krasavinová  | Anouck Jaubert        | Julija Kaplinová      |
| 2016 | Julija Kaplinová    | Anouck Jaubert        | Klaudia Buczek        |
| 2017 | Anouck Jaubert      | Julija Kaplinová      | Marija Krasavinová    |

### Bouldering (ženy)
| Rok  | Vítězka                                   | 2. místo          | 3. místo           |
| ---- | ----------------------------------------- | ----------------- | ------------------ |
| 1999 | Stéphanie Bodet                           | Jelena Čumilovová | Sandrine Levet     |
| 2000 | Sandrine Levet                            | Jelena Čumilovová | Delphine Martin    |
| 2001 | Sandrine Levet                            | Myriam Motteau    | Corinne Theroux    |
| 2002 | Myriam Motteau Natalia Perlova Lisa Rands |                   |                    |
| 2003 | Sandrine Levet                            | Olga Bibiková     | Natalia Perlova    |
| 2004 | Sandrine Levet                            | Olga Bibiková     | Julija Abramčuková |
| 2005 | Sandrine Levet                            | Olga Bibiková     | Julija Abramčuková |
| 2006 | Olga Bibiková                             | Juliette Danion   | Anna Stöhr         |
| 2007 | Juliette Danion                           | Olga Šalagina     | Natalija Gros      |
| 2008 | Anna Stöhr                                | Akijo Noguči      | Julija Abramčuková |
| 2009 | Akijo Noguči                              | Anna Stöhr        | Natalija Gros      |
| 2010 | Akijo Noguči                              | Anna Stöhr        | Chloé Graftiaux    |
| 2011 | Anna Stöhr                                | Akijo Noguči      | Alex Puccio        |
| 2012 | Anna Stöhr                                | Akijo Noguči      | Shauna Coxsey      |
| 2013 | Anna Stöhr                                | Akijo Noguči      | Alex Puccio        |
| 2014 | Akijo Noguči                              | Shauna Coxsey     | Anna Stöhr         |
| 2015 | Akijo Noguči                              | Shauna Coxsey     | Miho Nonaka        |
| 2016 | Shauna Coxsey                             | Miho Nonaka       | Mélissa Le Nevé    |
| 2017 | Shauna Coxsey                             | Janja Garnbret    | Akijo Noguči       |

### Kombinace (O, R, B) (ženy)
| Rok  | Vítězka              | 2. místo         | 3. místo                           |
| ---- | -------------------- | ---------------- | ---------------------------------- |
| 1993 | Jelena Ovčinnikovová | Olga Bibiková    | Yulia Inozemtseva                  |
| 1998 | Natalia Perlova      | Renata Piszczek  | Alena Ostapenko                    |
| 1999 | Jelena Čumilovová    | Stéphanie Bodet  | Isabelle Bihr                      |
| 2000 | Liv Sansoz           | Sandrine Levet   | Jelena Čumilovová                  |
| 2001 | Sandrine Levet       | Martina Čufar    | Jelena Čumilovová Annatina Schultz |
| 2002 | Sandrine Levet       | Olga Zacharovová | Jenny Lavarda                      |
| 2003 | Sandrine Levet       | Olga Bibiková    | Barbara Bacher                     |
| 2004 | Sandrine Levet       | Jenny Lavarda    | Alexandra Eyer                     |
| 2005 | Sandrine Levet       | Anna Stenkovaja  | Jenny Lavarda                      |
| 2006 | Angela Eiter         | Natalija Gros    | Maja Vidmar                        |
| 2007 | Natalija Gros        | Angela Eiter     | Svitlana Tužylinová                |
| 2008 | Akijo Noguči         | Johanna Ernst    | Natalija Gros                      |
| 2009 | Akijo Noguči         | Kim Ča-in        | Johanna Ernst                      |
| 2010 | Kim Ča-in            | Akijo Noguči     | Natalija Gros                      |
| 2011 | Mina Markovič        | Kim Ča-in        | Akijo Noguči                       |
| 2012 | Mina Markovič        | Kim Ča-in        | Akijo Noguči                       |
| 2013 | Mina Markovič        | Akijo Noguči     | Momoka Oda                         |
| 2014 | Akijo Noguči         | Mina Markovič    | Momoka Oda                         |
| 2015 | Kim Ča-in            | Akijo Noguči     | Juka Kobajašiová                   |
| 2016 | Janja Garnbret       | Akijo Noguči     | Jessica Pilz                       |
| 2017 | Janja Garnbret       | Kim Ča-in        | Shauna Coxsey                      |

## Nejúspěšnější medailisté

### Muži (v celkovém hodnocení SP)
| Jméno                    | Celkem | Zlato                                                                                         | Stříbro | Bronz                                                                     | Disciplíny                     | Období                        |
| ------------------------ | ------ | --------------------------------------------------------------------------------------------- | --- | ------------------------------------------------------------------------- | ------------------------------ | ----------------------------- |
| Kilian Fischhuber        | 15     | Zlatá medaile · Zlatá medaile · Zlatá medaile · Zlatá medaile · Zlatá medaile · Zlatá medaile | Stříbrná medaile · Stříbrná medaile · Stříbrná medaile · Stříbrná medaile · Stříbrná medaile                    | - ·                                                                       | bouldering kombinace           | 2004–2012 2001-2007           |
| François Legrand         | 8      | Zlatá medaile · Zlatá medaile · Zlatá medaile · Zlatá medaile · Zlatá medaile                 | Stříbrná medaile · Stříbrná medaile · Stříbrná medaile                                                          |                                                                           | obtížnost                      | 1990–1999                     |
| Adam Ondra               | 10     | Zlatá medaile · Zlatá medaile · Zlatá medaile · Zlatá medaile · Zlatá medaile · Zlatá medaile | - · - · | · -                                                                       | obtížnost bouldering kombinace | 2009–2015 2010-2015 2009-2015 |
| Jakob Schubert           | 14     | Zlatá medaile · Zlatá medaile · Zlatá medaile · Zlatá medaile · Zlatá medaile                 | Stříbrná medaile · Stříbrná medaile · Stříbrná medaile · Stříbrná medaile · Stříbrná medaile · Stříbrná medaile | · -                                                                       | obtížnost bouldering kombinace | 2010–2016 2012-2013 2010-2016 |
| Alexandre Chabot         | 7      | Zlatá medaile · Zlatá medaile · Zlatá medaile · Zlatá medaile · Zlatá medaile                 | · - |                                                                           | obtížnost kombinace            | 2000–2004 2000-2001           |
| Tomasz Oleksy            | 7      | Zlatá medaile · Zlatá medaile · Zlatá medaile · Zlatá medaile                                 | - · | Bronzová medaile · Bronzová medaile                                       | rychlost kombinace             | 1999–2005 1998-2005           |
| Sergej Sinicyn           | 8      | Zlatá medaile · Zlatá medaile · Zlatá medaile                                                 | Stříbrná medaile · Stříbrná medaile · Stříbrná medaile · Stříbrná medaile                                       | Bronzová medaile                                                          | rychlost                       | 2002–2011                     |
| Jevgenij Vajcechovskij   | 7      | Zlatá medaile · Zlatá medaile · Zlatá medaile                                                 | Stříbrná medaile · Stříbrná medaile · Stříbrná medaile                                                          | Bronzová medaile                                                          | rychlost                       | 2004–2010                     |
| Jérôme Meyer             | 7      | Zlatá medaile · Zlatá medaile · Zlatá medaile                                                 | Stříbrná medaile                                                                                                | Bronzová medaile · Bronzová medaile · Bronzová medaile                    | bouldering                     | 1999–2006                     |
| Stanislav Kokorin        | 4      | Zlatá medaile · Zlatá medaile · Zlatá medaile                                                 | Stříbrná medaile                                                                                                |                                                                           | rychlost                       | 2010–2016                     |
| François Petit           | 6      | Zlatá medaile · Zlatá medaile · Zlatá medaile                                                 | · - | · -                                                                       | obtížnost kombinace            | 1993–1999 1999                |
| Sean McColl              | 8      | - · - ·                                                                                       | · - · | - · -                                                                     | obtížnost bouldering kombinace | 2014 2013 2011-2016           |
| Tomáš Mrázek             | 9      | Zlatá medaile · Zlatá medaile                                                                 | Stříbrná medaile · Stříbrná medaile · Stříbrná medaile                                                          | Bronzová medaile · Bronzová medaile · Bronzová medaile · Bronzová medaile | obtížnost kombinace            | 2001–2008 2006-2008           |
| Sači Amma                | 8      | · -                                                                                           | Stříbrná medaile · Stříbrná medaile · Stříbrná medaile                                                          | - ·                                                                       | obtížnost kombinace            | 2009–2013 2009-2013           |
| Jorg Verhoeven           | 4      | Zlatá medaile · Zlatá medaile                                                                 | Stříbrná medaile · Stříbrná medaile                                                                             |                                                                           | obtížnost kombinace            | 2005–2008 2007-2008           |
| Patxi Usobiaga Lakunza   | 3      | Zlatá medaile · Zlatá medaile                                                                 | Stříbrná medaile                                                                                                |                                                                           | obtížnost                      | 2006–2009                     |
| Júdži Hirajama           | 4      | Zlatá medaile · Zlatá medaile                                                                 | | Bronzová medaile · Bronzová medaile                                       | obtížnost                      | 1991–2000                     |
| Čon Džong-won            | 3      | · -                                                                                           | - · |                                                                           | bouldering kombinace           | 2015–2017 2017                |
| Ramón Julián Puigblanque | 7      | Zlatá medaile                                                                                 | Stříbrná medaile · Stříbrná medaile · Stříbrná medaile · Stříbrná medaile                                       | Bronzová medaile · Bronzová medaile                                       | obtížnost                      | 2003–2013                     |
| Dmitrij Šarafutdinov     | 5      | Zlatá medaile                                                                                 | Stříbrná medaile · Stříbrná medaile · Stříbrná medaile                                                          | Bronzová medaile                                                          | bouldering                     | 2007–2014                     |
| David Lama               | 4      | - · - ·                                                                                       | Stříbrná medaile · Stříbrná medaile · Stříbrná medaile                                                          |                                                                           | obtížnost bouldering kombinace | 2006 2008 2006-2008           |
| Alexandr Pěšechonov      | 5      | Zlatá medaile                                                                                 | Stříbrná medaile                                                                                                | Bronzová medaile · Bronzová medaile · Bronzová medaile                    | rychlost                       | 2001–2006                     |
| Danijil Boldyrev         | 4      | Zlatá medaile                                                                                 | Stříbrná medaile                                                                                                | Bronzová medaile · Bronzová medaile                                       | rychlost                       | 2012–2016                     |
| Arnaud Petit             | 3      | Zlatá medaile                                                                                 | Stříbrná medaile                                                                                                | Bronzová medaile                                                          | obtížnost                      | 1995–1997                     |
| Jevgenij Krivošejcev     | 3      | - · - ·                                                                                       | - · - | · - · -                                                                   | obtížnost rychlost kombinace   | 1998 1993 1998                |
| Daniel Du Lac            | 4      | Zlatá medaile                                                                                 | | Bronzová medaile · Bronzová medaile · Bronzová medaile                    | bouldering                     | 2000–2005                     |
| Flavio Crespi            | 3      | Zlatá medaile                                                                                 | | Bronzová medaile · Bronzová medaile                                       | obtížnost                      | 2004–2006                     |
| Čung Čchi-sin            | 3      | Zlatá medaile                                                                                 | | Bronzová medaile · Bronzová medaile                                       | rychlost                       | 2008–2015                     |
| Domen Škofic             | 3      | · -                                                                                           | | - ·                                                                       | obtížnost kombinace            | 2016 2014-2015                |
| Serik Kazbekov           | 5      |                                                                                               | Stříbrná medaile · Stříbrná medaile · Stříbrná medaile                                                          | - ·                                                                       | bouldering kombinace           | 1999 2000-2003                |
| Libor Hroza              | 4      |                                                                                               | Stříbrná medaile · Stříbrná medaile · Stříbrná medaile                                                          | Bronzová medaile                                                          | rychlost                       | 2010–2015                     |
| Salavat Rachmetov        | 4      |                                                                                               | Stříbrná medaile · Stříbrná medaile · Stříbrná medaile · Stříbrná medaile                                       |                                                                           | bouldering kombinace           | 2000–2003 1993-2000           |
| Cristian Brenna          | 3      |                                                                                               | Stříbrná medaile                                                                                                | Bronzová medaile · Bronzová medaile                                       | obtížnost                      | 1996–2000                     |
| Gérome Pouvreau          | 3      |                                                                                               | Stříbrná medaile                                                                                                | Bronzová medaile · Bronzová medaile                                       | obtížnost, bouldering          | 2001–2006                     |
| Kokoro Fudžii            | 3      |                                                                                               | · - | - ·                                                                       | bouldering kombinace           | 2016 2015-2016                |

### Ženy (v celkovém hodnocení SP)
| Jméno                 | Celkem | Zlato | Stříbro | Bronz                                                                                        | Disciplíny                     | Období                        |
| --------------------- | ------ | --- | --- | -------------------------------------------------------------------------------------------- | ------------------------------ | ----------------------------- |
| Sandrine Levet        | 16     | - · | · - · | · -                                                                                          | obtížnost bouldering kombinace | 1999–2005 2001-2006 2000-2005 |
| Akijo Noguči          | 18     | Zlatá medaile · Zlatá medaile · Zlatá medaile · Zlatá medaile · Zlatá medaile · Zlatá medaile · Zlatá medaile | Stříbrná medaile · Stříbrná medaile · Stříbrná medaile · Stříbrná medaile · Stříbrná medaile · Stříbrná medaile · Stříbrná medaile · Stříbrná medaile | Bronzová medaile · Bronzová medaile · Bronzová medaile                                       | bouldering kombinace           | 2008–2017 2008-2016           |
| Mina Markovič         | 11     | Zlatá medaile · Zlatá medaile · Zlatá medaile · Zlatá medaile · Zlatá medaile · Zlatá medaile                 | Stříbrná medaile · Stříbrná medaile · Stříbrná medaile · Stříbrná medaile                                                                             | · -                                                                                          | obtížnost kombinace            | 2008–2015 2011-2014           |
| Muriel Sarkany        | 9      | Zlatá medaile · Zlatá medaile · Zlatá medaile · Zlatá medaile · Zlatá medaile · Zlatá medaile                 | Stříbrná medaile · Stříbrná medaile | Bronzová medaile                                                                             | obtížnost                      | 1997–2007                     |
| Kim Ča-in             | 14     | Zlatá medaile · Zlatá medaile · Zlatá medaile · Zlatá medaile · Zlatá medaile                                 | Stříbrná medaile · Stříbrná medaile · Stříbrná medaile · Stříbrná medaile · Stříbrná medaile · Stříbrná medaile · Stříbrná medaile · Stříbrná medaile | · -                                                                                          | obtížnost kombinace            | 2009–2016 2009-2017           |
| Anna Stöhr            | 8      | Zlatá medaile · Zlatá medaile · Zlatá medaile · Zlatá medaile                                                 | Stříbrná medaile · Stříbrná medaile | Bronzová medaile · Bronzová medaile                                                          | bouldering                     | 2006–2014                     |
| Angela Eiter          | 8      | Zlatá medaile · Zlatá medaile · Zlatá medaile · Zlatá medaile                                                 | Stříbrná medaile · Stříbrná medaile | · -                                                                                          | obtížnost kombinace            | 2003–2010 2006-2007           |
| Robyn Erbesfield      | 6      | Zlatá medaile · Zlatá medaile · Zlatá medaile · Zlatá medaile                                                 | | Bronzová medaile · Bronzová medaile                                                          | obtížnost                      | 1989–1995                     |
| Liv Sansoz            | 7      | Zlatá medaile · Zlatá medaile · Zlatá medaile                                                                 | · - | · -                                                                                          | obtížnost kombinace            | 1995–2000 2000                |
| Olga Zacharovová      | 5      | · - | Stříbrná medaile · Stříbrná medaile |                                                                                              | rychlost kombinace             | 1998–2001 2002                |
| Edyta Ropek           | 4      | Zlatá medaile · Zlatá medaile · Zlatá medaile                                                                 | | Bronzová medaile                                                                             | rychlost                       | 2008–2011                     |
| Taťjana Rujgová       | 3      | Zlatá medaile · Zlatá medaile · Zlatá medaile                                                                 | |                                                                                              | rychlost                       | 2004–2007                     |
| Shauna Coxsey         | 6      | · - | · - | Bronzová medaile · Bronzová medaile                                                          | bouldering kombinace           | 2012–2017 2017                |
| Isabelle Patissier    | 4      | Zlatá medaile · Zlatá medaile                                                                                 | Stříbrná medaile · Stříbrná medaile |                                                                                              | obtížnost                      | 1990–1994                     |
| Marija Krasavinová    | 5      | Zlatá medaile · Zlatá medaile                                                                                 | Stříbrná medaile | Bronzová medaile · Bronzová medaile                                                          | rychlost                       | 2011–2017                     |
| Johanna Ernst         | 5      | · - | - · | Bronzová medaile · Bronzová medaile                                                          | obtížnost kombinace            | 2008–2012 2008-2009           |
| Olena Repko           | 4      | Zlatá medaile · Zlatá medaile                                                                                 | Stříbrná medaile | Bronzová medaile                                                                             | rychlost                       | 2000–2008                     |
| Janja Garnbret        | 3      | · - | - · |                                                                                              | obtížnost bouldering           | 2016–2017 2017                |
| Nataliya Perlova      | 4      | · - · | | · -                                                                                          | rychlost bouldering kombinace  | 1998 2002-2003 1998           |
| Alina Gajdamakinová   | 3      | Zlatá medaile · Zlatá medaile                                                                                 | | Bronzová medaile                                                                             | rychlost                       | 2011–2013                     |
| Olga Bibiková         | 7      | - · - | - · | · - · -                                                                                      | rychlost bouldering kombinace  | 1993 2003-2006 1993-2003      |
| Stéphanie Bodet       | 6      | - · - | · - · |                                                                                              | obtížnost bouldering kombinace | 1996–2000 1999                |
| Anna Stenkovaja       | 7      | · - | Stříbrná medaile · Stříbrná medaile · Stříbrná medaile · Stříbrná medaile                                                                             | · -                                                                                          | rychlost kombinace             | 2003–2009 2005                |
| Julija Kaplinová      | 5      | Zlatá medaile                                                                                                 | Stříbrná medaile · Stříbrná medaile · Stříbrná medaile                                                                                                | Bronzová medaile                                                                             | rychlost                       | 2013–2017                     |
| Natalija Gros         | 7      | - · - · | - · - · | Bronzová medaile · Bronzová medaile · Bronzová medaile · Bronzová medaile · Bronzová medaile | obtížnost bouldering kombinace | 2004 2007-2009 2006-2010      |
| Valentina Jurinová    | 5      | Zlatá medaile                                                                                                 | Stříbrná medaile · Stříbrná medaile | Bronzová medaile · Bronzová medaile                                                          | rychlost                       | 2002–2009                     |
| Maja Vidmar           | 6      | · - | · - | Bronzová medaile · Bronzová medaile · Bronzová medaile                                       | obtížnost kombinace            | 2005–2011 2006                |
| Jelena Čumilovová     | 5      | - · | · - | - ·                                                                                          | bouldering kombinace           | 1999–2000 1999-2001           |
| Anouck Jaubert        | 4      | Zlatá medaile                                                                                                 | Stříbrná medaile · Stříbrná medaile | Bronzová medaile                                                                             | rychlost                       | 2014–2017                     |
| Martina Čufar         | 4      | | Stříbrná medaile · Stříbrná medaile | · -                                                                                          | obtížnost kombinace            | 1999–2002 2001                |
| Svitlana Tužylinová   | 3      | | · - | Bronzová medaile · Bronzová medaile                                                          | rychlost kombinace             | 2007–2008 2007                |
| Jenny Lavarda         | 3      | | Stříbrná medaile | Bronzová medaile · Bronzová medaile                                                          | kombinace                      | 2002–2005                     |
| Zosia Podgorbounskikh | 3      | | | Bronzová medaile · Bronzová medaile · Bronzová medaile                                       | rychlost                       | 1999–2001                     |
| Julija Abramčuková    | 3      | | | Bronzová medaile · Bronzová medaile · Bronzová medaile                                       | bouldering                     | 2004–2008                     |
| Momoka Oda            | 3      | | | Bronzová medaile · Bronzová medaile · Bronzová medaile                                       | obtížnost kombinace            | 2013 2013-2014                |

### Čeští vítězové a medailisté (v celkovém hodnocení SP)
| Rok     | Disciplína | Lezec/lezkyně | Zlato         | Stříbro          | Bronz            |
| ------- | ---------- | ------------- | ------------- | ---------------- | ---------------- |
| SP 2001 | Obtížnost  | Tomáš Mrázek  |               |                  | Bronzová medaile |
| SP 2002 | Obtížnost  | Tomáš Mrázek  |               | Stříbrná medaile |                  |
| SP 2004 | Obtížnost  | Tomáš Mrázek  | Zlatá medaile |                  |                  |
| SP 2006 | Kombinace  | Tomáš Mrázek  | Zlatá medaile |                  |                  |
| SP 2006 | Obtížnost  | Tomáš Mrázek  |               |                  | Bronzová medaile |
| SP 2007 | Obtížnost  | Tomáš Mrázek  |               |                  | Bronzová medaile |
| SP 2007 | Kombinace  | Tomáš Mrázek  |               | Stříbrná medaile |                  |
| SP 2008 | Obtížnost  | Tomáš Mrázek  |               | Stříbrná medaile |                  |
| SP 2008 | Kombinace  | Tomáš Mrázek  |               |                  | Bronzová medaile |
| SP 2009 | Obtížnost  | Adam Ondra    | Zlatá medaile |                  |                  |
| SP 2009 | Kombinace  | Adam Ondra    | Zlatá medaile |                  |                  |
| SP 2010 | Bouldering | Adam Ondra    | Zlatá medaile |                  |                  |
| SP 2010 | Obtížnost  | Adam Ondra    |               |                  | Bronzová medaile |
| SP 2010 | Rychlost   | Libor Hroza   |               |                  | Bronzová medaile |
| SP 2010 | Kombinace  | Adam Ondra    | Zlatá medaile |                  |                  |
| SP 2013 | Rychlost   | Libor Hroza   |               | Stříbrná medaile |                  |
| SP 2014 | Rychlost   | Libor Hroza   |               | Stříbrná medaile |                  |
| SP 2014 | Obtížnost  | Adam Ondra    |               |                  | Bronzová medaile |
| SP 2014 | Kombinace  | Adam Ondra    |               | Stříbrná medaile |                  |
| SP 2015 | Obtížnost  | Adam Ondra    | Zlatá medaile |                  |                  |
| SP 2015 | Rychlost   | Libor Hroza   |               | Stříbrná medaile |                  |
| SP 2015 | Bouldering | Adam Ondra    |               |                  | Bronzová medaile |
| SP 2015 | Kombinace  | Adam Ondra    | Zlatá medaile |                  |                  |

### Čeští vítězové a medailisté (v jednotlivých závodech SP)
| Datum a Místo                    | Ročník                   | Disciplína               | Lezec/lezkyně            | Zlato         | Stříbro          | Bronz            |
| -------------------------------- | ------------------------ | ------------------------ | ------------------------ | ------------- | ---------------- | ---------------- |
| 19. srpna Berkeley               | SP 1989                  | Obtížnost 3. kolo        | Jindřich Hudeček         |               | Stříbrná medaile |                  |
| 2. října Jalta                   | SP 1990                  | Obtížnost 6. kolo        | Jindřich Hudeček         |               |                  | Bronzová medaile |
| 19. října Aprica                 | SP 2001                  | Obtížnost 3. kolo        | Tomáš Mrázek             | Zlatá medaile |                  |                  |
| 16.–18. listopadu Kranj          | SP 2001                  | Obtížnost 5. kolo        | Tomáš Mrázek             | Zlatá medaile |                  |                  |
| 7. prosince Birmingham           | SP 2001                  | Bouldering 5. kolo       | Věra Kotasová-Kostruhová |               |                  | Bronzová medaile |
| 26.–28. dubna Bolzano            | SP 2002                  | Obtížnost 1. kolo        | Tomáš Mrázek             |               |                  | Bronzová medaile |
| 17.–19. května Jekatěrinburg     | SP 2002                  | Obtížnost 2. kolo        | Tomáš Mrázek             |               | Stříbrná medaile |                  |
| 7. června Imst                   | SP 2002                  | Obtížnost 3. kolo        | Tomáš Mrázek             |               | Stříbrná medaile |                  |
| 18. října Aprica                 | SP 2002                  | Obtížnost 6. kolo        | Tomáš Mrázek             |               | Stříbrná medaile |                  |
| 4.–7. prosince Edinburgh         | SP 2003                  | Bouldering 6. kolo       | Věra Kotasová-Kostruhová |               |                  | Bronzová medaile |
| 6.–8. června Jekatěrinburg       | SP 2003                  | Obtížnost 2. kolo        | Tomáš Mrázek             |               | Stříbrná medaile |                  |
| 21.–23. listopadu Shenzen        | SP 2003                  | Obtížnost 9. kolo        | Tomáš Mrázek             |               | Stříbrná medaile |                  |
| 23.–25. dubna Puurs              | SP 2004                  | Obtížnost 1. kolo        | Tomáš Mrázek             | Zlatá medaile |                  |                  |
| 29. května Imst                  | SP 2004                  | Obtížnost 2. kolo        | Tomáš Mrázek             |               | Stříbrná medaile |                  |
| 12. července Chamonix            | SP 2004                  | Obtížnost 3. kolo        | Tomáš Mrázek             |               | Stříbrná medaile |                  |
| 18. září Marbella                | SP 2004                  | Obtížnost 4. kolo        | Tomáš Mrázek             | Zlatá medaile |                  |                  |
| 2. října Šanghaj                 | SP 2004                  | Obtížnost 5. kolo        | Tomáš Mrázek             | Zlatá medaile |                  |                  |
| 22. října Aprica                 | SP 2004                  | Obtížnost 6. kolo        | Tomáš Mrázek             |               | Stříbrná medaile |                  |
| 29. října Valence                | SP 2004                  | Obtížnost 7. kolo        | Tomáš Mrázek             |               |                  | Bronzová medaile |
| 12. listopadu Brno               | SP 2004                  | Obtížnost 8. kolo        | Tomáš Mrázek             |               | Stříbrná medaile |                  |
| 20. listopadu Kranj              | SP 2004                  | Obtížnost 9. kolo        | Tomáš Mrázek             | Zlatá medaile |                  |                  |
| 28.–29. dubna Puurs              | SP 2006                  | Obtížnost 1. kolo        | Tomáš Mrázek             |               |                  | Bronzová medaile |
| 12.–14. května Rovereto          | SP 2006                  | Bouldering 3. kolo       | Tomáš Mrázek             |               |                  | Bronzová medaile |
| 16.–17. června Fiera di Primiero | SP 2006                  | Bouldering 5. kolo       | Tomáš Mrázek             |               |                  | Bronzová medaile |
| 29.–30. července Čching-chaj     | SP 2006                  | Obtížnost 4. kolo        | Tomáš Mrázek             |               |                  | Bronzová medaile |
| 2.–3. října Šanghaj              | SP 2006                  | Obtížnost 8. kolo        | Tomáš Mrázek             | Zlatá medaile |                  |                  |
| 11.–12. listopadu Penne          | SP 2006                  | Obtížnost 9. kolo        | Tomáš Mrázek             |               |                  | Bronzová medaile |
| 20. dubna Sofie                  | SP 2007                  | Bouldering 2. kolo       | Tomáš Mrázek             | Zlatá medaile |                  |                  |
| 4. května La Reunion             | SP 2007                  | Bouldering 4. kolo       | Silvie Rajfová           |               |                  | Bronzová medaile |
| 11.–12. května Imst              | SP 2007                  | Obtížnost 1. kolo        | Tomáš Mrázek             |               | Stříbrná medaile |                  |
| 12.–12. srpna Čching-chaj        | SP 2007                  | Obtížnost 4. kolo        | Tomáš Mrázek             | Zlatá medaile |                  |                  |
| 13.–14. října Kazo               | SP 2007                  | Obtížnost 6. kolo        | Tomáš Mrázek             | Zlatá medaile |                  |                  |
| 17.–18. listopadu Kranj          | SP 2007                  | Obtížnost 8. kolo        | Tomáš Mrázek             |               |                  | Bronzová medaile |
| 27.–28. června Čching-chaj       | SP 2008                  | Obtížnost 1. kolo        | Tomáš Mrázek             | Zlatá medaile |                  |                  |
| 12.–13. září Bern                | SP 2008                  | Obtížnost 3. kolo        | Tomáš Mrázek             |               |                  | Bronzová medaile |
| 26.–27. září Puurs               | SP 2008                  | Obtížnost 5. kolo        | Tomáš Mrázek             |               | Stříbrná medaile |                  |
| 1.–2. května Hall                | SP 2009                  | Bouldering 2. kolo       | Adam Ondra               |               |                  | Bronzová medaile |
| 12.–13. července Chamonix        | SP 2009                  | Rychlost 3. kolo         | Libor Hroza              |               |                  | Bronzová medaile |
| 1.–2. srpna Daone                | SP 2009                  | Rychlost 4. kolo         | Libor Hroza              | Zlatá medaile |                  |                  |
| 8. srpna Barcelona               | SP 2009                  | Obtížnost 2. kolo        | Adam Ondra               | Zlatá medaile |                  |                  |
| 21. srpna Imst                   | SP 2009                  | Obtížnost 3. kolo        | Adam Ondra               | Zlatá medaile |                  |                  |
| 25. září Puurs                   | SP 2009                  | Obtížnost 4. kolo        | Adam Ondra               | Zlatá medaile |                  |                  |
| 6.–7. listopadu Brno             | SP 2009                  | Obtížnost 5. kolo        | Tomáš Mrázek             |               |                  | Bronzová medaile |
| 14. listopadu Kranj              | SP 2009                  | Obtížnost 6. kolo        | Adam Ondra               | Zlatá medaile |                  |                  |
| 30. dubna - 1. května Trento     | SP 2010                  | Rychlost 1. kolo         | Libor Hroza              |               |                  | Bronzová medaile |
| 12.–13. července Chamonix        | SP 2010                  | Rychlost 3. kolo         | Libor Hroza              | Zlatá medaile |                  |                  |
| 20.–21. srpna Si-ning            | SP 2010                  | Obtížnost 2. kolo        | Adam Ondra               | Zlatá medaile |                  |                  |
| 28.–30. srpna Čchunčchon         | SP 2010                  | Rychlost 6. kolo         | Libor Hroza              |               |                  | Bronzová medaile |
| 24.–25. září Puurs               | SP 2010                  | Obtížnost 4. kolo        | Adam Ondra               |               |                  | Bronzová medaile |
| 29. října Huaiji                 | SP 2010                  | Rychlost 7. kolo         | Libor Hroza              |               | Stříbrná medaile |                  |
| 13.–14. listopadu Kranj          | SP 2010                  | Obtížnost 6. kolo        | Adam Ondra               |               | Stříbrná medaile |                  |
| 14.–17. dubna Milano             | SP 2011                  | Rychlost 1. kolo         | Libor Hroza              |               |                  | Bronzová medaile |
| 12. července Chamonix            | SP 2011                  | Rychlost 2. kolo         | Libor Hroza              |               | Stříbrná medaile |                  |
| 13.–14. dubna Čchung-čching      | SP 2012                  | Rychlost 1. kolo         | Libor Hroza              |               | Stříbrná medaile |                  |
| 1. září Arco                     | SP 2012                  | Rychlost 4. kolo         | Libor Hroza              |               |                  | Bronzová medaile |
| 22.–23. března Čchung-čching     | SP 2013                  | Rychlost 1. kolo         | Libor Hroza              |               | Stříbrná medaile |                  |
| 7. září Arco                     | SP 2013                  | Rychlost 3. kolo         | Libor Hroza              | Zlatá medaile |                  |                  |
| 27.–29. září Perm                | SP 2013                  | Rychlost 4. kolo         | Libor Hroza              |               | Stříbrná medaile |                  |
| 11.–12. října Mokpcho            | SP 2013                  | Rychlost 5. kolo         | Libor Hroza              |               | Stříbrná medaile |                  |
| 1. listopadu Valence             | SP 2013                  | Obtížnost 7. kolo        | Adam Ondra               | Zlatá medaile |                  |                  |
| 16.–17. listopadu Kranj          | SP 2013                  | Obtížnost 8. kolo        | Adam Ondra               |               | Stříbrná medaile |                  |
| 26.–27. dubna Čchung-čching      | SP 2014                  | Rychlost 1. kolo         | Libor Hroza              |               |                  | Bronzová medaile |
| 16.–17. května Innsbruck         | SP 2014                  | Bouldering 4. kolo       | Adam Ondra               |               | Stříbrná medaile |                  |
| 1.–2. srpna Imst                 | SP 2014                  | Obtížnost 5. kolo        | Adam Ondra               | Zlatá medaile |                  |                  |
| 30.–31. srpna Arco               | SP 2014                  | Rychlost 5. kolo         | Libor Hroza              | Zlatá medaile |                  |                  |
| 11.–12. října Mokpcho            | SP 2014                  | Rychlost 6. kolo         | Libor Hroza              |               | Stříbrná medaile |                  |
| 18.–19. října Wu-ťiang           | SP 2014                  | Rychlost 7. kolo         | Libor Hroza              |               | Stříbrná medaile |                  |
| 25.–26. října Inzai              | SP 2014                  | Obtížnost 7. kolo        | Adam Ondra               | Zlatá medaile |                  |                  |
| 15.–16. listopadu Kranj          | SP 2014                  | Obtížnost 8. kolo        | Adam Ondra               | Zlatá medaile |                  |                  |
| 30.–31. května Toronto           | SP 2015                  | Bouldering 1. kolo       | Adam Ondra               |               |                  | Bronzová medaile |
| 5.–6. června Vail                | SP 2015                  | Bouldering 2. kolo       | Adam Ondra               |               |                  | Bronzová medaile |
| 20.–21. června Čchung-čching     | SP 2015                  | Rychlost 2. kolo         | Libor Hroza              |               |                  | Bronzová medaile |
| 11.–12. července Chamonix        | SP 2015                  | Obtížnost 1. kolo        | Adam Ondra               |               | Stříbrná medaile |                  |
| 11.–12. července Chamonix        | SP 2015                  | Rychlost 4. kolo         | Libor Hroza              | Zlatá medaile |                  |                  |
| 14.–15. srpna Mnichov            | SP 2015                  | Bouldering 5. kolo       | Martin Stráník           |               | Stříbrná medaile |                  |
| 21.–22. srpna Stavanger          | SP 2015                  | Obtížnost 4. kolo        | Adam Ondra               |               | Stříbrná medaile |                  |
| 17.–18. října Wu-ťiang           | SP 2015                  | Obtížnost 6. kolo        | Adam Ondra               | Zlatá medaile |                  |                  |
| 17.–18. října Wu-ťiang           | SP 2015                  | Rychlost 5. kolo         | Libor Hroza              |               | Stříbrná medaile |                  |
| 14.–15. listopadu Kranj          | SP 2015                  | Obtížnost 7. kolo        | Adam Ondra               | Zlatá medaile |                  |                  |
| 15.–16. dubna Meiringen          | SP 2016                  | Bouldering 1. kolo       | Martin Stráník           |               | Stříbrná medaile |                  |
| 1. května Čchung-čching          | SP 2016                  | Rychlost 1. kolo         | Libor Hroza              |               | Stříbrná medaile |                  |
| 7. května Nanking                | SP 2016                  | Rychlost 2. kolo         | Libor Hroza              |               | Stříbrná medaile |                  |
| 11. července Chamonix            | SP 2016                  | Rychlost 3. kolo         | Libor Hroza              |               | Stříbrná medaile |                  |
| 26. srpna Arco                   | SP 2017                  | Obtížnost 4. kolo        | Adam Ondra               |               | Stříbrná medaile |                  |
| 6. dubna Meiringen               | SP 2019                  | Bouldering 1. kolo       | Adam Ondra               | Zlatá medaile |                  |                  |
| 14. dubna Moskva                 | SP 2019                  | Bouldering 2. kolo       | Adam Ondra               |               | Stříbrná medaile |                  |
| 19. května Mnichov               | SP 2019                  | Bouldering 5. kolo       | Adam Ondra               |               | Stříbrná medaile |                  |
| 12. července Chamonix            | SP 2019                  | Obtížnost 2. kolo        | Adam Ondra               |               | Stříbrná medaile |                  |
| 3. června Praha                  | SP 2023                  | Bouldering 5. kolo       | Adam Ondra               |               | Stříbrná medaile |                  |
| Lezec/lezkyně                    | Lezec/lezkyně            | Lezec/lezkyně            | Lezec/lezkyně            | Zlato         | Stříbro          | Bronz            |
| Adam Ondra                       | Adam Ondra               | Adam Ondra               | Adam Ondra               | 12            | 10               | 4                |
| Tomáš Mrázek                     | Tomáš Mrázek             | Tomáš Mrázek             | Tomáš Mrázek             | 11            | 11               | 10               |
| Libor Hroza                      | Libor Hroza              | Libor Hroza              | Libor Hroza              | 5             | 12               | 7                |
| Jindřich Hudeček                 | Jindřich Hudeček         | Jindřich Hudeček         | Jindřich Hudeček         | 0             | 1                | 1                |
| Věra Kotasová-Kostruhová         | Věra Kotasová-Kostruhová | Věra Kotasová-Kostruhová | Věra Kotasová-Kostruhová | 0             | 0                | 2                |
| Silvie Rajfová                   | Silvie Rajfová           | Silvie Rajfová           | Silvie Rajfová           | 0             | 0                | 1                |
| celkem                           | celkem                   | celkem                   | celkem                   | 28            | 33               | 25               |

### Medaile podle zemí
|     | Země               | 89 | 90 | 91 | 92 | 93 | 94 | 95 | 96 | 97 | 98 | 99 | 00 | 01 | 02 | 03 | 04 | 05 | 06 | 07 | 08 | 09 | 10 | 11 | 12 | 13 | 14 | 15 | 16 | 17 | celkem |
| --- | ------------------ | -- | -- | -- | -- | -- | -- | -- | -- | -- | -- | -- | -- | -- | -- | -- | -- | -- | -- | -- | -- | -- | -- | -- | -- | -- | -- | -- | -- | -- | ------ |
| 1.  | Francie            | 2  | 4  | 3  | 3  | 2  | 5  | 5  | 5  | 5  | 2  | 6  | 6  | 7  | 5  | 6  | 4  | 4  | 5  | 2  |    |    |    | 1  |    |    | 2  | 2  | 3  |    | 89     |
| 2.  | Rusko              |    |    |    |    | 2  |    |    |    |    | 2  | 3  | 4  | 3  | 5  | 6  | 7  | 7  | 7  | 6  | 4  | 6  | 4  | 5  | 5  | 4  | 3  | 2  | 3  |    | 88     |
| 3.  | Rakousko           |    |    |    |    |    |    |    |    |    |    |    |    |    |    | 1  | 2  | 2  | 4  | 2  | 4  | 3  | 4  | 3  | 5  | 3  | 3  | 2  | 1  |    | 39     |
| 4.  | Ukrajina           |    |    |    |    | 1  |    |    |    |    | 5  | 4  | 4  | 2  | 3  | 2  |    |    |    | 2  | 2  |    |    |    | 2  |    | 1  | 1  | 1  |    | 30     |
| 5.  | Japonsko           |    |    | 1  |    | 1  |    |    |    |    | 1  |    | 1  |    |    |    |    |    |    |    | 1  | 2  | 2  | 2  | 2  | 3  | 1  | 2  | 3  |    | 22     |
| 6.  | Slovinsko          |    |    |    |    |    |    |    |    |    |    | 1  |    | 1  | 1  |    | 1  | 1  |    | 2  | 2  | 2  | 1  | 2  | 1  | 1  | 1  | 1  | 2  |    | 20     |
| 7.  | Česko              |    |    |    |    |    |    |    |    |    |    |    |    | 1  | 1  |    | 1  |    | 1  | 1  | 1  | 1  | 3  |    |    | 1  | 2  | 3  |    |    | 16     |
| 8.  | USA                | 1  | 2  | 1  | 2  | 3  | 1  | 1  |    |    |    |    |    |    |    |    |    |    |    |    |    |    |    | 1  |    | 1  |    |    |    |    | 13     |
| 8.  | Polsko             |    |    |    |    | 1  |    |    |    |    |    | 1  |    |    |    | 1  |    | 1  |    |    | 1  | 1  | 1  | 2  |    | 1  | 1  |    | 2  |    | 13     |
| 10. | Itálie             | 1  |    |    | 1  |    |    |    | 1  |    | 1  | 1  | 1  | 1  | 1  |    | 1  | 1  | 1  |    |    | 1  |    |    |    |    |    |    |    |    | 12     |
| 10. | Španělsko          |    |    |    |    |    |    |    |    |    |    |    | 1  | 1  |    | 1  |    |    | 1  | 2  | 1  | 1  | 1  | 1  | 1  | 1  |    |    |    |    | 12     |
| 10. | Belgie             |    |    |    |    |    |    |    |    | 1  | 1  | 2  | 1  | 1  | 1  | 1  | 1  |    |    | 1  |    |    | 1  |    |    |    |    |    | 1  |    | 12     |
| 13. | Jižní Korea        |    |    |    |    |    |    |    |    |    |    |    |    |    |    |    |    |    |    |    |    | 1  | 1  | 1  | 1  | 1  | 1  | 2  | 1  |    | 9      |
| 14. | Spojené království | 2  |    |    |    |    |    |    |    |    |    |    |    |    | 1  |    |    |    |    |    |    |    |    |    | 1  |    | 1  | 1  | 1  |    | 7      |
| 15. | Švýcarsko          |    |    | 1  |    | 1  |    |    |    |    |    |    |    |    |    |    | 1  | 1  |    |    |    |    |    |    |    |    |    |    |    |    | 4      |
| 16. | Čína               |    |    |    |    |    |    |    |    |    |    |    |    |    |    |    |    |    |    |    | 1  |    |    |    |    | 1  |    | 1  |    |    | 3      |
| 17. | Indonésie          |    |    |    |    |    |    |    |    |    |    |    |    | 1  |    |    | 1  |    |    |    |    |    |    |    |    |    |    |    |    |    | 2      |
| 17. | Nizozemsko         |    |    |    |    |    |    |    |    |    |    |    |    |    |    |    |    | 1  |    |    | 1  |    |    |    |    |    |    |    |    |    | 2      |
| 17. | Kanada             |    |    |    |    |    |    |    |    |    |    |    |    |    |    |    |    |    |    |    |    |    |    |    |    | 1  | 1  |    |    |    | 2      |
| 17. | Německo            |    |    |    |    |    |    |    |    |    |    |    |    |    |    |    |    |    |    |    |    |    |    |    |    |    | 1  | 1  |    |    | 2      |
| 21. | Kazachstán         |    |    |    |    | 1  |    |    |    |    |    |    |    |    |    |    |    |    |    |    |    |    |    |    |    |    |    |    |    |    | 1      |
| 21  | celkem             | 6  | 6  | 6  | 6  | 12 | 6  | 6  | 6  | 6  | 12 | 18 | 18 | 18 | 18 | 18 | 19 | 18 | 19 | 18 | 18 | 18 | 18 | 18 | 18 | 18 | 18 | 18 | 18 |    | 398    |

### Vítězové podle zemí
|     | Země               | 89 | 90 | 91 | 92 | 93 | 94 | 95 | 96 | 97 | 98 | 99 | 00 | 01 | 02 | 03 | 04 | 05 | 06 | 07 | 08 | 09 | 10 | 11 | 12 | 13 | 14 | 15 | 16 | 17 | celkem |
| --- | ------------------ | -- | -- | -- | -- | -- | -- | -- | -- | -- | -- | -- | -- | -- | -- | -- | -- | -- | -- | -- | -- | -- | -- | -- | -- | -- | -- | -- | -- | -- | ------ |
| 1.  | Francie            | 1  | 2  | 2  | 1  | 1  | 1  | 1  | 2  | 1  | 1  | 2  | 1  | 3  | 1  | 3  | 2  | 1  | 1  | 1  |    |    |    |    |    |    |    |    |    | 2  | 30     |
| 2.  | Rusko              |    |    |    |    | 1  |    |    |    |    |    |    |    |    | 1  | 1  | 2  | 2  | 3  | 2  | 1  | 1  | 2  |    | 3  | 3  | 1  | 1  | 1  | 1  | 26     |
| 3.  | Rakousko           |    |    |    |    |    |    |    |    |    |    |    |    |    |    |    | 1  | 2  | 1  | 1  | 3  | 2  |    | 3  | 1  | 1  | 1  |    |    |    | 16     |
| 4.  | Ukrajina           |    |    |    |    |    |    |    |    |    | 2  | 1  | 2  | 2  | 2  |    |    |    |    |    |    |    |    |    |    |    | 1  |    |    |    | 10     |
| 5.  | Japonsko           |    |    |    |    |    |    |    |    |    | 1  |    | 1  |    |    |    |    |    |    |    |    | 1  | 1  |    | 1  | 1  | 1  | 1  | 1  |    | 9      |
| 6.  | Polsko             |    |    |    |    | 1  |    |    |    |    |    | 1  |    |    |    | 1  |    |    |    |    | 1  | 1  |    | 2  |    |    |    |    | 1  |    | 8      |
| 7.  | Slovinsko          |    |    |    |    |    |    |    |    |    |    |    |    |    |    |    |    |    |    | 1  |    |    |    | 1  | 1  |    |    | 1  | 2  | 1  | 7      |
| 8.  | Belgie             |    |    |    |    |    |    |    |    | 1  |    | 1  | 1  | 1  | 1  | 1  |    |    |    |    |    |    |    |    |    |    |    |    |    |    | 6      |
| 9.  | USA                |    | 1  |    | 1  | 1  | 1  | 1  |    |    |    |    |    |    |    |    |    |    |    |    |    |    |    |    |    |    |    |    |    |    | 5      |
| 9.  | Jižní Korea        |    |    |    |    |    |    |    |    |    |    |    |    |    |    |    |    |    |    |    |    |    | 1  |    |    | 1  | 1  | 1  |    | 1  | 5      |
| 11. | Španělsko          |    |    |    |    |    |    |    |    |    |    |    | 1  |    |    |    |    |    | 1  | 1  |    |    | 1  |    |    |    |    |    |    |    | 4      |
| 11. | Česko              |    |    |    |    |    |    |    |    |    |    |    |    |    |    |    | 1  |    |    |    |    | 1  | 1  |    |    |    |    | 1  |    |    | 4      |
| 13. | Itálie             |    |    |    |    |    |    |    |    |    |    | 1  |    |    | 1  |    |    | 1  |    |    |    |    |    |    |    |    |    |    |    |    | 3      |
| 13. | Spojené království | 1  |    |    |    |    |    |    |    |    |    |    |    |    |    |    |    |    |    |    |    |    |    |    |    |    |    |    | 1  | 1  | 3      |
| 15. | Nizozemsko         |    |    |    |    |    |    |    |    |    |    |    |    |    |    |    |    |    |    |    | 1  |    |    |    |    |    |    |    |    |    | 1      |
| 15. | Německo            |    |    |    |    |    |    |    |    |    |    |    |    |    |    |    |    |    |    |    |    |    |    |    |    |    | 1  |    |    |    | 1      |
| 15. | Čína               |    |    |    |    |    |    |    |    |    |    |    |    |    |    |    |    |    |    |    |    |    |    |    |    |    |    | 1  |    |    | 1      |
| 17  | celkem             | 2  | 3  | 2  | 2  | 2  | 2  | 2  | 2  | 2  | 4  | 6  | 6  | 6  | 6  | 6  | 6  | 6  | 6  | 6  | 6  | 6  | 6  | 6  | 6  | 6  | 6  | 6  | 6  | 6  | 139    |